# لوك بيلانجر
لوك بيلانجر هو لاعب هوكي جليد كندي، ولد في 4 أبريل 1975 في شيربروك في كندا.

## وصلات خارجية
- لوك بيلانجر على موقع دوري الهوكي الوطني (الإنجليزية)
- لوك بيلانجر على موقع EliteProspects.com (الإنجليزية)
- لوك بيلانجر على موقع HockeyDB.com (الإنجليزية)